# Штипл, Макс
Макс Штипл (нем. Maximillian ("Max") Stiepl; 23 марта 1914, Вена — 27 августа 1992) — австрийский конькобежец, бронзовый призёр Олимпийских игр 1936 года на дистанции 10 000 метров, бронзовый призёр чемпионата мира 1937 года, серебряный призёр чемпионата Европы 1934 года, рекордсмен мира.

## Биография
Макс Штипл дебютировал на чемпионате Европы в 1934 году и завоевал золото в многоборье, победив на обеих длинных дистанциях и установив мировой рекорд на 5000 метров. Он побеждал на двух длинных дистанциях ещё дважды — в 1935 году на чемпионате Европы и в 1937 году на чемпионате мира, на котором стал бронзовым призёром в многоборье.  В 1936 году Макс Штипл на Олимпийских играх 1936 года завоевал бронзу на дистанции 10 0000 метров. В 1934 году началась его победная серия из пяти побед подряд на чемпионате Австрии в классическом многоборье, также становился чемпионом страны в 1947-1950 годах. Макс Штипл закончил спортивные выступления в 1951 году в возрасте 37 лет.

## Спортивные достижения
| Год  | Чемпионат Европы | ЧМ многоборье | Олимпийские игры                   |
| ---- | ---------------- | ------------- | ---------------------------------- |
| 1934 | 2                | 4e            |                                    |
| 1935 | 4e               | 8e            |                                    |
| 1936 | 4e               | 6e            | 5e 1500 м · 5e 5000 м · 10 000 м   |
| 1937 | 6e               | 3             |                                    |
| 1938 | 4e               | NF4           |                                    |
| 1939 | 10e              | 9e            |                                    |
| 1947 |                  |               |                                    |
| 1948 | NC27             |               | 38e 1500 м 24e 5000 м 10e 10 000 м |
| 1949 | NC19             |               |                                    |
| 1950 |                  |               |                                    |
| 1951 |                  | NC28          |                                    |

NC = не отобрался на заключительную дистанцию
NF = не закончил дистанцию

### Рекорд мира
| Дистанция | Время  | Дата           | Место |
| --------- | ------ | -------------- | ----- |
| 5000 м    | 8.18,9 | 3 февраля 1934 | Хамар |